# Chlorospingus parvirostris
El clorospingo bigotudo o tangara montesa de pico corto (Chlorospingus parvirostris) es una especie de ave paseriforme en la familia Passerellidae. 

## Distribución
Se encuentra en Bolivia, Colombia, Ecuador y Perú.

## Hábitat
Su hábitat natural son los bosques montanos húmedos subtropicales o tropicales.